# Hope & Glory
Hope & Glory, är en sång skriven av Fredrik Kempe, Henrik Wikström och Måns Zelmerlöw. Låten var Måns Zelmerlöws bidrag till Melodifestivalen 2009. Den deltog i den andra deltävlingen i Skellefteå Kraft Arena den 14 februari, och gick därifrån direkt vidare till finalen i Globen som hölls den 14 mars där den kom på 4:e plats.
Låten var det första spåret och andra singeln från Måns Zelmerlöws album MZW som släpptes den 25 mars 2009. Singeln nådde som högst andra plats på svenska singellistan. Den 5 april 2009 gick melodin även in på Svensktoppen , där den låg i sju veckor .
I Dansbandskampen 2009 framfördes låten av Zekes, då i lägre tempo. Bandet tolkade 2010 även låten på albumet En så'n natt.

## Låtlista
1. Hope & Glory
2. Hope & Glory (PJ Harmony Remix)
3. Hope & Glory (Chainbreaker Remix by Holter & Erixson)
4. Hope & Glory (Akustisk version)

## Släpphistorik
| Region  | Datum            | Skivmärke           | Format      |
| ------- | ---------------- | ------------------- | ----------- |
| Sverige | 25 februari 2009 | Warner Music Sweden | Nedladdning |
| Sverige | 4 mars 2009      | Warner Music Sweden | CD          |

## Listplaceringar
Singeln debuterade på 22:a plats på den svenska singellistan, men steg till andra plats efter det fysiska släppet i mars 2009.
| Land    | Topplacering |
| ------- | ------------ |
| Sverige | 2            |

### Fotnoter
1. ↑  Svensktoppen - 5 april 2009
2. ↑  Svensktoppen - 17 maj 2009
3. ↑  ”Arkiverade kopian”. Arkiverad från originalet den 1 juni 2009. https://web.archive.org/web/20090601200954/http://warnermusic.se/mnszelmerlw/. Läst 25 juli 2009.
4. ↑  http://swedishcharts.com/showitem.asp?interpret=M%E5ns+Zelmerl%F6w&titel=Hope+%26+Glory&cat=s
5. ↑  Listplacering. Läst 18 mars 2009.